# Montroy (Charente-Maritime)
Montroy ist eine französische Gemeinde mit 940 Einwohnern (Stand: 1. Januar 2022) im Département Charente-Maritime in der Region Nouvelle-Aquitaine. Sie gehört zum Arrondissement La Rochelle, zum Kanton La Jarrie und ist Mitglied im Gemeindeverband La Rochelle Agglomération. Die Einwohner werden Rogatien(ne)s (auch: Montroyen(ne)s) genannt.

## Geografie
Montroy liegt etwa zehn Kilometer östlich von La Rochelle in der historischen Landschaft Aunis. Umgeben wird Montroy von den Nachbargemeinden Bourgneuf im Norden, Sainte-Soulle im Norden und Nordosten, Saint-Médard-d’Aunis im Osten und Südosten, Clavette im Südwesten sowie Saint-Rogatien im Westen.

## Bevölkerungsentwicklung
| Jahr                      | 1962 | 1968 | 1975 | 1982 | 1990 | 1999 | 2006 | 2012 |
| Einwohner                 | 200  | 210  | 237  | 410  | 486  | 538  | 628  | 670  |
| Quelle: Cassini und INSEE |      |      |      |      |      |      |      |      |

## Sehenswürdigkeiten
Siehe auch: Liste der Monuments historiques in Montroy (Charente-Maritime)
- Kirche Sainte-Anne aus dem 19. Jahrhundert

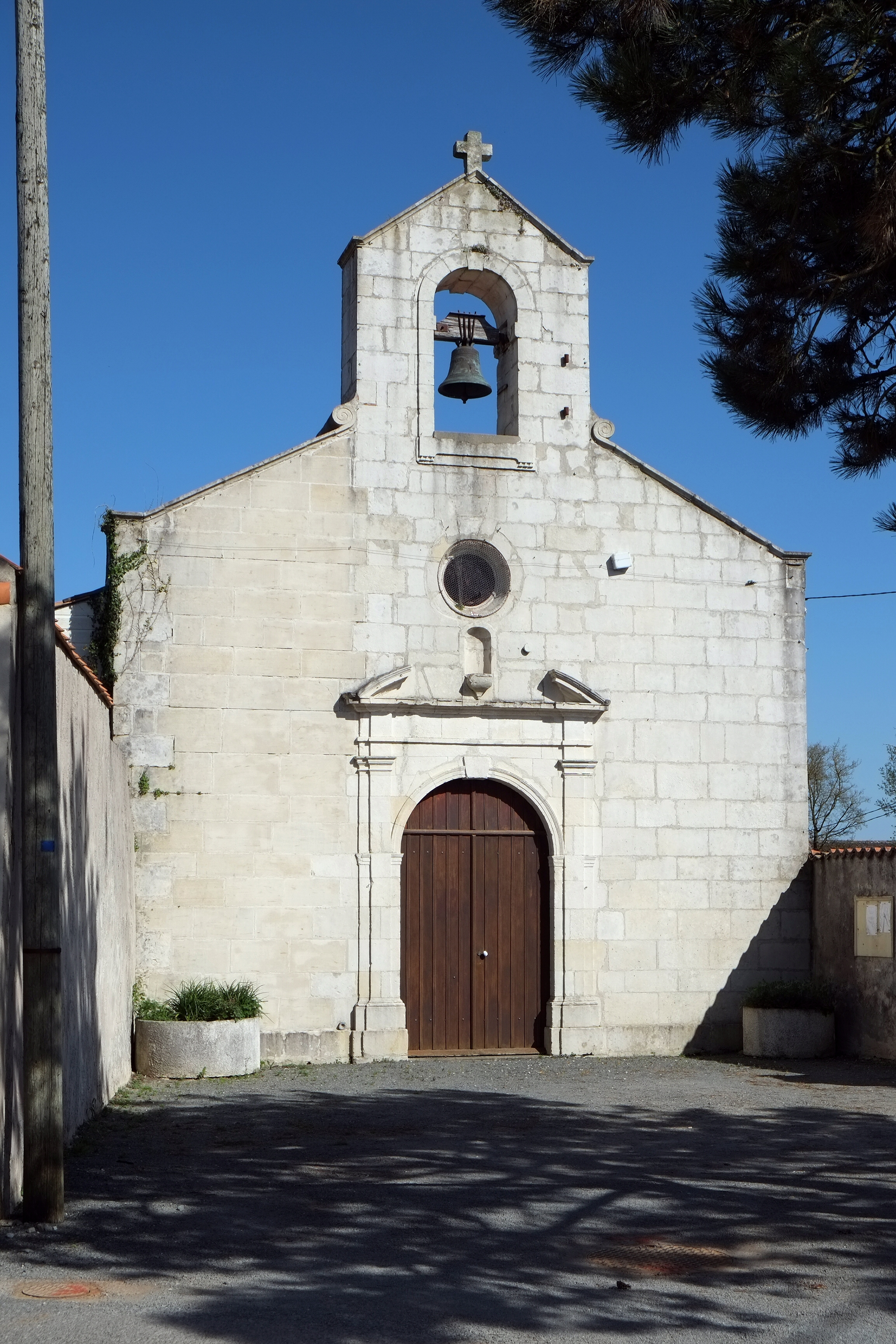
Kirche Sainte-Anne